# یواس‌سی‌جی‌سی کوشینگ (دبلیوپی‌بی-۱۳۲۱)
یواس‌سی‌جی‌سی کوشینگ (دبلیوپی‌بی-۱۳۲۱) (به انگلیسی: USCGC Cushing (WPB-1321)) یک کشتی است که طول آن 110 feet می‌باشد.